# Georgina Barbarossa
Georgina Susana Barbarossa (Buenos Aires, 24 de diciembre de 1954) es una actriz, comediante y presentadora argentina. Desde 2022, conduce A la Barbarossa en las mañanas de Telefe.

## Biografía

### Comienzos como actriz
Si bien es mayoritariamente conocida por su labor como conductora, su carrera como actriz data de mucho antes. Comenzó con Pepe Cibrián Campoy en el musical De aquí no me voy, en 1982. En 1984, participó de la telenovela Historia de un trepador, junto a Claudio García Satur y Gabriela Gili. Entre esa fecha y hasta mediados de la década de 1990 trabajó con los más grandes: El búho y la gatita con Héctor Alterio, El último de los amantes ardientes con Oscar Martínez, 20 años no es nada con Norman Briski. También trabajó con Antonio Gasalla, Jorge Porcel, Enrique Pinti, Hugo Moser, Carlos Carella y Gerardo Sofovich, entre otros.
Participó en la película Las lobas (1986), dirigida por Aníbal Di Salvo, con Ana María Campoy, Leonor Benedetto, Juan Carlos Thorry y Camila Perissé, entre otros
En 1988 trabajó en el popular programa humorístico Mesa de Noticias. Otro de sus grandes éxitos como actriz cómica fue el programa de Canal 9, Su comedia favorita, junto a Germán Kraus en los años 1989 y 1990.
Más tarde se acercó al teatro infantil de la mano de María Elena Walsh protagonizando durante 4 años Doña Disparate y Bambuco y también trabajó en La familia Frankenstein con Fabián Gianola. También fue la primera argentina en ser convocada por el Circo de Moscú para participar en su espectáculo.

### Labor como conductora y trabajos como actriz
Como conductora comenzó en 1996, en América TV, con el programa Esta Tarde, el cual contaba con la producción de Rosa Sueiro, la esposa de Víctor.
Luego, en 1997, el canal decidió pasarla al horario matutino con un nuevo programa, que resultó un gran éxito: Movete con Georgina. El mismo duró hasta 1999, año en que es contratada por Azul TV para conducir Venite con Georgina por las tardes, con la producción de Antonio Gasalla. Movete, asimismo, siguió transmitiéndose por América TV con una nueva conductora: Carmen Barbieri.
Condujo Venite con Georgina hasta 2002, año en que condujo paralelamente Georgina de noche por el mismo canal.Un año más tarde condujo Georgina y vos por Canal 13y meses más tarde presentó el programa Dale Georgina por América.
En 2003 tuvo una breve participación en la telenovela Son amores en el papel de Gloria, la tía pícara de Martín, Pablo y Valeria.
En 2004 y 2005 participó de la tira Los de la esquina y condujo Las cosas de Georgina, por Canal 7.
En 2007 actuó en Hechizada en Telefe, una adaptación de la telecomedia norteamericana homónima. Posteriormente y en ese mismo año participó de Cantando por un sueño 2 en el programa de Marcelo Tinelli.
En el año 2008, protagonizó la película Gigantes de Valdés, junto con Federico D'Elía, Miguel Dedovich, Alfredo Casero, Isabel Macedo, Mirta Wons y Jorge Sesán.
En el Teatro Maipo Club realizó la obra El mejor país del mundo del autor y director uruguayo Omar Varela junto a Nicolás D'Agostino, un joven actor que trabajó en la exitosa tira juvenil Patito feo, por Canal 13.
En 2009, interpretó a "Manucha", la madre absorbente y problemática de Lucía en la telecomedia romántica Ciega a citas. Por ese papel, fue nominada al premio Martín Fierro como mejor actriz de comedia. Ese premio finalmente fue obtenido por Muriel Santa Ana, la protagonista central del programa.

### 2010-2019
En 2010, realizó un cameo en la serie Todos contra Juan 2.
En 2011, realizó "El cuento de la mujer del alergista" en el Multiteatro con Mirta Busnelli, dirigida por Alejandra Ciurlanti y en abril del mismo año se unió al elenco de la tercera versión nacional del musical "Chicago", interpretando el rol de la Matrona "Mama" Morton. También vuelve a la ficción participando en Historias de la primera vez y en Decisiones de vida.
Durante los años 2012 y 2013, formó parte del elenco de la exitosa novela Dulce amor, protagonizada por Sebastián Estevanez, Carina Zampini y Juan Darthés. En donde interpretó a la mamá de Marcos (Sebastián Estevanez). 
En noviembre de 2012 se sumó al elenco de la obra teatral: "Los Grimaldi", en donde interpretó el papel de Susana Grimaldi. La obra cuenta con la dirección y la autoría de Atilio Veronelli, además de un gran elenco.
En la primera parte de 2013 fue convocada para un ser una de las participantes del reality show Celebrity Splash, programa conducido por Marley, en Telefe. 
En la segunda parte del año 2013, debido al éxito teatral de la obra "Los Grimaldi" en el verano, la obra es llevada a la pantalla de Canal 9 en formato de Telecomedia llamándose Los Grimaldi, una familia de locos y la actriz es convocada para ser una de las protagonistas junto a Nazarena Vélez, José María Muscari, el primer actor Rodolfo Ranni, Diego Pérez y gran elenco.
En 2014 formó parte del elenco de la exitosa telecomedia de Underground, Viudas e Hijos del Rock & Roll en donde interpretó a "Beatriz «Titi» Cancela". Ese mismo año también participa en Tu cara me suena 2 donde debía imitar a cantantes nacionales e internacionales.
En 2015 se fue de gira con la obra "La Decisión", de Alejandro Robino por todo el país.
En 2016, regresó a la conducción en Canal 9: "Desgeneradas". Ese mismo año también participa en: "Idénticos" el movimiento teatral actores, dramaturgos, directores, coreógrafos, técnicos y productores que desde hace dieciséis años, lleva a escena piezas teatrales que tienen por misión hacer propia la búsqueda de las Abuelas de Plaza de Mayo, quienes desde hace más de tres décadas siguen el rastro de cuatrocientos jóvenes que aún tienen su identidad cambiada.
En 2017, volvió a trabajar con Pepe Cibrián Campoy, en su nueva obra de teatro musical, "Lord", donde interpretó los personajes de "Lady Parca" y "Matilde". También en ese año participa en la serie infantil Junior Express en el episodio "El Ristorantino Express" encarnando a Nunciatina la mamá del cocinero Arnoldo.

### 2020-presente
En 2020 participó en el reality de Telefe, Divina Comida donde fue la anfitriona en la semana 1 del programa. 
En 2021 formó parte del equipo de participantes de la segunda temporada del reality de cocina MasterChef Celebrity Argentina, donde fue la subcampeona del certamen. En octubre del mismo año, fue conductora invitada en el programa Flor de equipo en reemplazo de Florencia Peña, y desde 2022, es conductora de A la Barbarrosa.

## Vida personal
Estuvo casada con Miguel «El Vasco» Lecuna desde 1984 hasta el 2 de noviembre de 2001 cuando él fue asesinado en Buenos Aires durante un asalto a bordo de un taxi, en donde fue acuchillado por dos delincuentes. Fue uno de los casos más reconocidos de la inseguridad en la Argentina. Los asesinos fueron condenados a penas de entre cuatro a vientiún años de cárcel. Juntos tuvieron dos hijos mellizos: Juan y Tomás Lecuna.

## Premios
- Premio Martín Fierro mejor actriz cómica (1987)
- Premio Martín Fierro mejor actriz de comedia (1989)
- Premio Martín Fierro mejor actriz cómica (1989)
- Premio Konex de Platino a la mejor actriz de comedia de la década (radio y TV) (1991)
- Premios VOS nominada a mejor actriz/actor (2014)
- Personalidad Destacada de la Ciudad Autónoma de Buenos Aires en el ámbito de la Cultura. Legislatura de la Ciudad Autónoma de Buenos Aires (2021).[11]

## Trabajos

### Cine
| Año  | Película           | Personaje        |
| ---- | ------------------ | ---------------- |
| 1986 | Te amo             | Flora            |
| 1986 | Las lobas          | Marita           |
| 1991 | Ya no hay hombres  | Celia            |
| 2003 | Sueños atómicos    | Lucrecia         |
| 2008 | Gigantes de Valdés | Madre de Cecilia |
| 2017 | Días contados      | Madre de Laura   |
| 2019 | El kiosko          | Elvira           |
| 2019 | Veneza             | Madame Leticia   |

### Ficciones de televisión
| Año       | Programa                                     | Canal            | Personaje                                             |
| --------- | -------------------------------------------- | ---------------- | ----------------------------------------------------- |
| 1981      | De la oscuridad                              | ATC              | María                                                 |
| 1983      | La casa nostra                               | Canal 13         | Olivia                                                |
| 1983-1987 | Matrimonios y algo más                       | Telefe           | Varios personajes                                     |
| 1984 1987 | Historia de un trepador                      | Canal 13 ATC     | Pamela                                                |
| 1984 1987 | Mesa de noticias El Mundo de Antonio Gasalla | Canal 13 ATC     | Georgina Varios personajes                            |
| 1988-1990 | La bonita página                             | ATC              | Varios personajes                                     |
| 1990      | Hiperhumor                                   | Canal 9 Libertad | Varios personajes                                     |
| 1990      | Su comedia favorita                          | Canal 9 Libertad | Varios personajes                                     |
| 1991      | De dolor y gloria                            | Canal 9 Libertad | Nelida                                                |
| 1991      | Las mellizas Rivarola                        | ATC              | Raquel                                                |
| 1992      | Los muchachos periodistas                    | ATC              | Irene                                                 |
| 1993      | Mi cuñado                                    | Telefe           | Verónica                                              |
| 1993      | Buena Pata                                   | Telefe           | Carmela Miranda                                       |
| 1993      | Casi todo, casi nada                         | Canal 13         | Varios personajes                                     |
| 1996      | Alta comedia                                 | Canal 9 Libertad | Varios personajes                                     |
| 1997      | Los especiales de Doria                      | Telefe           | Varios personajes                                     |
| 1997      | Locas por ellos                              | América TV       | Alicia Mazza                                          |
| 2000      | Tiempo final                                 | Telefe           | Silvia "Ep: Mala noche"                               |
| 2003      | Son amores                                   | Canal Trece      | Gloria                                                |
| 2004      | Los de la esquina                            | Canal 7          | Teresa García                                         |
| 2007      | Hechizada                                    | Telefe           | Endora                                                |
| 2009      | Rosa,Violeta y Celeste                       | Canal 9          | elenco                                                |
| 2009-2010 | Ciega a citas                                | TV Pública       | Roxana Elba "Manucha" Ciaffo                          |
| 2010      | Todos contra Juan 2                          | Telefe           | Ella misma (cameo)                                    |
| 2011      | Decisiones de vida                           | Canal 9          | Nuria "Ep: Si y que?"                                 |
| 2011      | Historias de la primera vez                  | América TV       | Beba "Ep: la primera vez que se separaron mis padres" |
| 2012-2013 | Dulce amor                                   | Telefe           | Isabel Fontana de Guerrero                            |
| 2013      | Los Grimaldi                                 | Canal 9          | Susana Grimaldi                                       |
| 2014-2015 | Viudas e hijos del rock and roll             | Telefe           | Beatriz "Tití" Cancela                                |
| 2017      | Junior Express                               | Disney Junior    | Doña Nunciatina, episodio "El Ristorantino express"   |
| 2017-2018 | Golpe al corazón                             | Telefe           | Graciela "Grace" de Farías                            |
| 2025      | Viudas negras, p*tas y chorras               | TNT              | Adriana                                               |

### Programas de televisión
| Año           | Programa                | Rol                     | Medio           |
| ------------- | ----------------------- | ----------------------- | --------------- |
| 1996-1997     | Esta tarde              | Conductora              | América TV      |
| 1997          | Jugando en la oscuridad | Conductora              | América TV      |
| 1997-1998     | Movete con Georgina     | Conductora              | América TV      |
| 1999-2002     | Venite con Georgina     | Conductora              | Azul Televisión |
| 2002          | Georgina de noche       | Conductora              | Azul Televisión |
| 2003          | Georgina y vos          | Conductora              | Canal Trece     |
| 2003          | Dale Georgina           | Conductora              | América TV      |
| 2004-2005     | Las cosas de Georgina   | Conductora              | Canal 7         |
| 2007          | Georgina presenta       | Conductora              | Telefe          |
| 2009          | Georgina con vos        | Conductora              | Cronica TV      |
| 2011          | Georgina te cuenta      | Conductora              | TV Pública      |
| 2016          | Desgeneradas            | Conductora              | Canal 9         |
| 2018          | Quedate con Georgina    | Conductora              | Crónica HD      |
| 2021          | Flor de equipo          | Conductora de reemplazo | Telefe          |
| 2022-presente | A la Barbarossa         | Conductora              | Telefe          |
| 2023-presente | Cortá por Lozano        | Conductora de reemplazo | Telefe          |
| 2023          | La peña de Morfi        | Conductora de reemplazo | Telefe          |

### Programas de telerrealidad
| Año  | Programa                                    | Rol                                  | Medio       | Notas           |
| ---- | ------------------------------------------- | ------------------------------------ | ----------- | --------------- |
| 2004 | Odisea, en busca del escarabajo dorado      | Participante junto a Pablo Tamagnini | Telefe      | 2.º lugar       |
| 2007 | Showmatch: Cantando por un sueño 2007       | Participante                         | Canal Trece | 8.ª eliminada   |
| 2013 | Celebrity Splash                            | Participante                         | Telefe      | 12.ª eliminada  |
| 2014 | Viviendo con las estrellas                  | Celebridad                           | América TV  | Renunció        |
| 2014 | Tu cara me suena 2                          | Participante                         | Telefe      | 8.ª clasificada |
| 2020 | Divina comida                               | Anfitriona semana 1                  | Telefe      | 3.º Puesto      |
| 2021 | MasterChef Celebrity Argentina              | Participante 2.ª temporada           | Telefe      | Subcampeona     |
| 2022 | MasterChef Celebrity Argentina: La Revancha | Participante                         | Telefe      | 3.ª eliminada   |

### Teatro
| Año       | Obra                     | Lugar                      | Rol       |
| --------- | ------------------------ | -------------------------- | --------- |
| 2018-2019 | Doña Disparate y Bambuco | Centro Cultural 25 de mayo | Directora |